# Hirosimai virágfesztivál

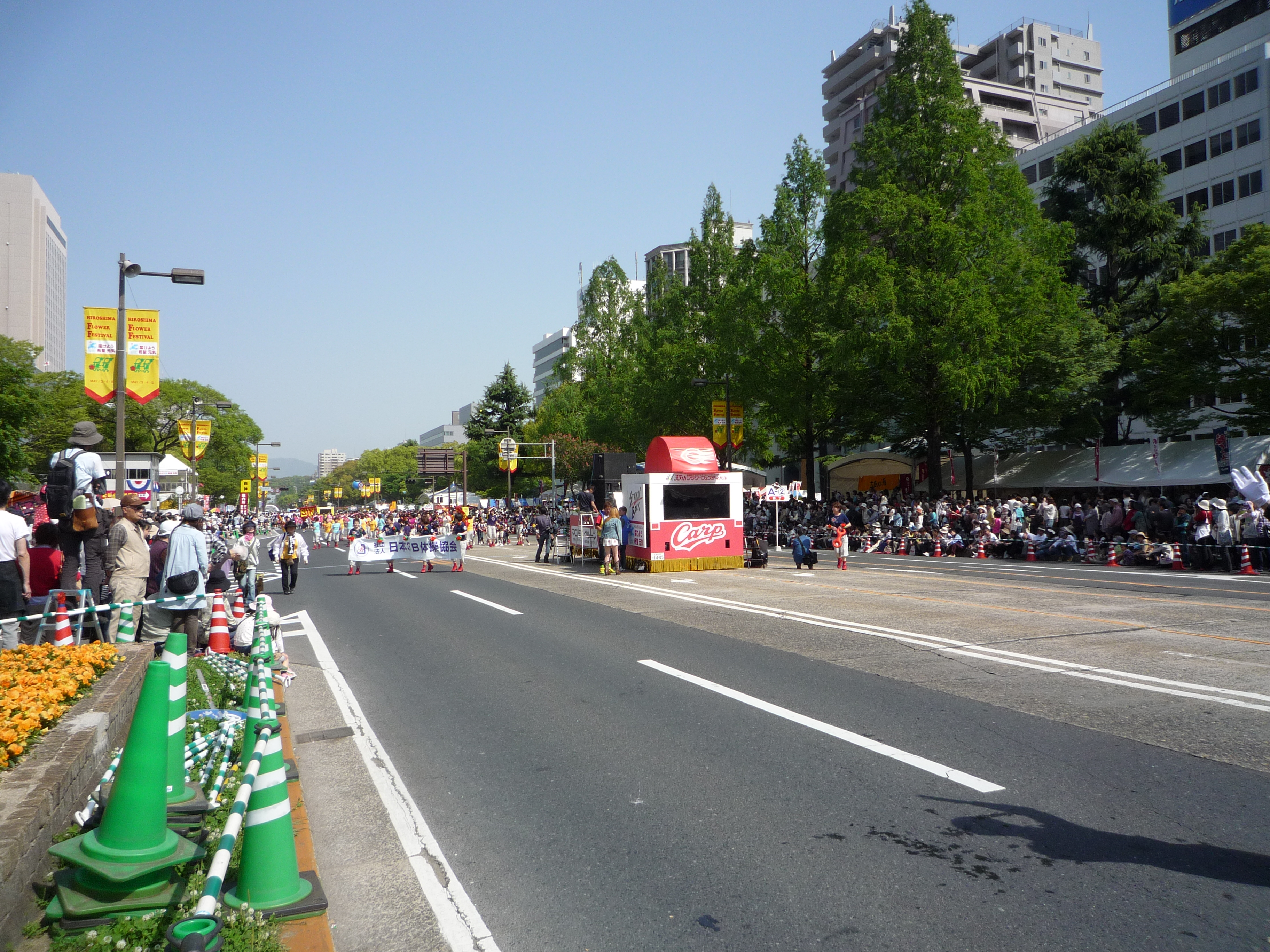
A 2011-es hirosimai virágfesztivál

A hirosimai virágfesztivál (ひろしまフラワーフェスティバル) virágfesztivál, melyet 1977 óta éves rendszerességgel rendeznek meg Hirosimában.

## Áttekintés
A virágfesztivál eredete a Hirosima Toyo Carp baseballcsapat 1975-ös Central League-győzelme után kerekedett fesztiválra vezethető vissza. A hirosimai virágfesztivált 1977 óta minden évben az aranyhét második szakasza, azaz május 3-a és 5-e között rendezik meg. A fesztivál ideje alatt számos színpad, bolt, egy kisebb állatkert és egyéb szórakoztató látványosságot állítanak fel a hirosimai Béke körúton, illetve a Béke emlékpark területén. A fesztivál során számos koncertet, táncos előadást, divatbemutatót, beszélgetőműsort, illetve hagyományos és kortárs előadást is tartanak. A helyi lakosok a parádén és a joszakoin is részt vehetnek.

### Virágénekes
- 2005-ig egy kijelölt „virágénekes” énekelte a fesztivál témazenéjét, azonban 2006 óta „különleges” és egyéb vendégeket hívnak meg.

| Év               | Virágénekes                               | Egyéb előadók |
| ---------------- | ----------------------------------------- | --- |
| 1977, 1978       | Szagara Naomi                             | |
| 1979, 1980, 1985 | Szeri Joko                                | |
| 1981             | Szakurada Dzsunko                         | |
| 1982             | Isikava Hitomi                            | |
| 1983             | Szakakibara Ikue                          | |
| 1984             | Isikava Hidemi                            | |
| 1986             | Judy Ongg                                 | |
| 1987             | Nakajama Miho                             | |
| 1988             | Hajami Jú                                 | |
| 1989             | Szakai Noriko                             | |
| 1990             | Nisimura Tomomi                           | |
| 1991             | Szakamoto Fujumi                          | |
| 1992             | Tamura Eriko                              | |
| 1993             | Kato Reiko                                | |
| 1994             | Oyunaa                                    | |
| 1995             | Marcia                                    | |
| 1996             | Szuzuki Ranran                            | |
| 1997             | Hajaszaka Josie                           | |
| 1998             | Kim Yeon-ja                               | |
| 1999             | Nisida Hikaru                             | |
| 2000             | Endo Kumiko                               | |
| 2001             | Szakai Miki                               | |
| 2002             | Simazaki Vakako                           | |
| 2003             | Simatani Hitomi                           | |
| 2004             | Sonim                                     | |
| 2005             | Kamizono Szajaka                          | |
| Év               | Különleges vendégek                       | Egyéb vendégek |
| 2006             | MAX, Csósú Koriki, Hinoi Team             | |
| 2007             | Akijama Maszasi, Uehara Takako, Younha    | |
| 2008             | Kavasima Ai, Atari Kószuke, TDR-szereplők | |
| 2009             | Jero, Mizumori Kaori, Jokota kaguradan    | Aki gakudan, Csisima Oszedo, Takasi & Csiharu, Kamizono Szajaka, Kacuhiko & Maco, Kihara Kentaro, Mijazaki Takahiro, CNA, DSC, Takano Tomonari, Takarabune, Tamaki Csiharu, Trunk, Narita Sodzsi, Mebius, Morimoto Kenta, Kumaki Anri, The Generous, Scandal, Fukuhara Miho, Lil’B |
| 2010             | Becky, ManaKana                           | |
| 2011             | Perfume                                   | Isii Anna, MMJ, Ószedo Csisima, Cacky, Green Supply, Szarasza, Splash, Takano Tomonari, Takemoto Jószuke, Tamaki Csiharu, Cheri, 2Smile, Teiko with Nacume Icsiró & Okita Takasi, Dough Boy & HDC Back Dancers, Trunk, Hazama Sintaró, Harada Sindzsi, FreeFace, Voxray, Manaminorisa, Mizumoto Szatosi, Minami Isszei, Mebius, Mori Megumi, Morimoto Kenta, Yass, Legend |
| 2012             | Okuda Tamio                               | |
| 2013             | Beni                                      | Aki Jaszumi, Ikemen’s, HBR Love, Emiko, MMJ, Ószedo Csisima, Ojoszo3, Kana, Kamizono Szajaka, Kóon, Szaszaki Rjó, Splash, Takano Tomonari, Takemoto Takusi, Tamaki Csiharu, Dough Boy & Dancers, Honey, Asia Twins hikari no kaze Hi-Fu, Himari, Fudzsimoto Takara, Fucsigami Rina, FreeFace, Makine, Macuda Kódzsi, Manaminorisa, Marumoto Riko, Mikko, Minami Isszei, Mebius, Mori Megumi, Ryo-suke |
| 2014             | Hitoto Jó, Nikaidó Kazumi                 | I Love You @ Airi, Aki Hirosima busó-tai, Aki Jaszumi, Akudzso dzsidai, Azur, MMJ, Ószedo Csisima, Over, Ojoszo3, Orisige Jumiko, Kóon, Kamizono Szajaka, Szarasza, Szavai Júszuke, Zilconia, Splash, Takemoto Takusi, Tacsikava Cubasza, Cudzsi Kaori, Deneb, Dr. Yubi, Tomo, Trunk, Norainu, Honey, Harada Júko, Venus, Asia Twins hikari no kaze Hi-Fu, Buga Elena, Fudzsimoto Takara, Fucsigami Rina, FreeFace, Makine, Maco, Macuda Kódzsi, Minami Isszei, Mebius, Mercure, Lee Sangun |
| 2015             | Nacukava Rimi, Kató Tokiko                | Aila, I Love You @ Airi, Aki Hirosima busó-tai, Akudzso dzsidai, Iguima, Lee Sangun, Isii Anna, Isii Rika, Umeda Maszasi & Kyu, etto-etto, MMJ, Ószedo Csisima, Over, Ojoszo3, Oresige Jumiko, Kóon, Kamizono Szajaka, Kenshiro, The Galaxy Cat, Szarasza, Sirota Dzsun, Splash, Smile, Takemoto Jószuke, Tacsikava Cubasza, Tamaki Csiharu, Dr. Yubi, Tomo, Trunk, Dressing, Drop, Nakano An, Honey, Hanzaki Josiko, Beat Poin’t, Venus, Hikari to kaze Hi-Fu, Hirano Risza, Hirosima Maples, Fudzsimoto Takara, Fucsigami Rina, FreeFace, Popcorn CP, Makine, Macuda Kódzsi, Macunaka Akinori, Mamaninorisa, Marie Runa, Minami Isszei, Megu, Mebius, Mercure, Yarukist, Josinaga Takumi |